# 仲間由紀恵
仲間 由紀恵（なかま ゆきえ、1979年〈昭和54年〉10月30日 - ）は、日本の女優、司会者、歌手、タレント。沖縄県浦添市出身。プロダクション尾木所属。夫は俳優の田中哲司。

## 経歴
- 1993年（平成5年） - 地元のタレント養成学校「沖縄タレントアカデミー」に入学[注 1]。
- 1994年（平成6年） - 沖縄テレビ放送『青い夏』の一般公募オーディションでグランプリ。ドラマ初出演。
- 1995年（平成7年） - 『青い夏』のドラマプロデューサーからプロダクション尾木を紹介される。沖縄から上京。
- 1996年（平成8年）
  - 東京パフォーマンスドールに一時在籍。
  - ともさかりえ主演の映画『友子の場合』に嶋田咲子役で出演。
  - 小室哲哉の音楽番組『TK MUSIC CLAMP』（フジテレビ）のエンディング曲「MOONLIGHT to DAYBREAK」を歌う（作曲は久保こーじ）。
  - プレイステーション用ゲーム『トゥルーラブストーリー』のCM出演、主題歌を担当。
- 1997年（平成9年）
  - テレビアニメ『HAUNTEDじゃんくしょん』（テレビ朝日）でヒロイン・朝比奈睦月役（声の出演）。オープニングとエンディングの主題歌も担当。
  - 『ゲルゲットショッキングセンター』（ニッポン放送）水曜日のアシスタントを担当（半年間）。
  - 『しあわせ色写真館』（NHK総合）でテレビドラマ初主演（秋本香菜役、丹阿弥谷津子とのダブル主演）。
  - 『踊る大捜査線 歳末特別警戒スペシャル』（フジテレビ）に出演（北見繭 役）。
- 1998年（平成10年）
  - トークバラエティ番組『渋谷でチュッ!』にゲスト出演
  - 映画『ラブ&ポップ』に出演。
  - 『機動戦艦ナデシコ -The prince of darkness-』でラピス・ラズリ役（声の出演）。
  - 『ミリオンナイツ』（TOKYO FM）水曜日レギュラーを担当。
  - ドラマ『神様、もう少しだけ』（フジテレビ）で主人公の亡くなった恋人の妹役で出演。
- 1999年（平成11年） - ドラマ『君といた未来のために 〜I'll be back〜』（日本テレビ）に出演。
- 2000年（平成12年）
  - 『リング0 バースデイ』で映画初主演。
  - 主演を務めたドラマ『TRICK』（テレビ朝日）の山田奈緒子役でブレイク[2]。『TRICK』はシリーズ化され、スペシャル版や劇場版も制作され、自身の代表作となった。
- 2002年（平成14年）
  - ドラマ『ごくせん』（日本テレビ）に主演。ドラマは第3シリーズまで続き、スペシャル版や劇場版が制作されるなど『TRICK』と並び、自身の代表作となった[2]。特に第2シリーズの最終回は、最高視聴率32.5%を記録した。
  - 『第53回NHK紅白歌合戦』で初の紅白ゲスト審査員を務める。
- 2005年（平成17年） - 『第56回NHK紅白歌合戦』で初の紅白司会を務める。
- 2006年（平成18年）
  - 大河ドラマ『功名が辻』（NHK総合）に山内一豊（上川隆也）の妻の山内千代（見性院）役で主演。
  - 『第57回NHK紅白歌合戦』で紅組司会者として2回目の紅白司会を務める。
- 2007年（平成19年） - 『ナツひとり -届かなかった手紙』（新橋演舞場）で初座長公演を務める。
- 2008年（平成20年）
  - 『24時間テレビ 「愛は地球を救う」』（日本テレビ）で初のチャリティーパーソナリティーを務める。
  - 『第59回NHK紅白歌合戦』で紅組司会者として3回目の紅白司会を務める。
- 2009年（平成21年）
  - 『フジテレビ開局50周年記念ドラマ第2弾 木曜劇場・ありふれた奇跡』に主演。
  - 『第60回NHK紅白歌合戦』で紅組司会者として4回目の紅白司会を務める。
- 2010年（平成22年） - 『第61回NHK紅白歌合戦』で2回目の紅白ゲスト審査員を務める。
- 2011年（平成23年） - ドラマ『美しい隣人』（関西テレビ）では主演で悪役を演じ、新境地を開く。
- 2014年（平成26年） 
  - 連続テレビ小説『花子とアン』（NHK総合）で主演の吉高由里子演じる村岡花子の友人葉山蓮子（柳原白蓮）を演じる。
  - 9月18日、『ジョシデカ!-女子刑事-』（TBS）で共演した田中哲司と結婚[3]。
  - 『第56回日本レコード大賞』（TBSテレビ・ラジオ）で初のレコード大賞司会を務める。
  - 『第65回NHK紅白歌合戦』で3回目の紅白ゲスト審査員を務める。
- 2015年（平成27年）
  - 舞台『放浪記』で主演[4][5]。
  - 『第57回日本レコード大賞』（TBSテレビ・ラジオ）で2回目のレコード大賞司会を務める。
- 2018年（平成30年）
  - 3月1日、第1子妊娠を公表[6]。『MUSIC FAIR』（フジテレビ）4月28日放送分をもって産休に入る[7]。
  - 6月下旬に第1子・第2子となる一卵性双生児の男児を出産したことを7月5日に発表[8]。
- 2019年（平成31年）
  - 1月1日放送の『相棒 season17 元日スペシャル』で女優活動を再開[9]。
- 2022年
  - 連続テレビ小説『ちむどんどん』（NHK総合）でヒロインの母・比嘉優子を演じる[10]。

## 人物

### 家族
- 姉1人兄3人の5人兄弟の末っ子。
- 父は遠洋漁業（マグロ漁船）の漁師。半年に一回帰ってきて、10日ぐらいでまた漁に出る生活で基本家にいなかった。高校からは1人で上京し、家族は沖縄にいるという生活になるため不安があった。仲間が中学3年生の時に電話で無線に繋げてもらって、船に乗っている父に相談する。「東京に行きたい」と話すと「いいんじゃない」と言ってもらい、安心して東京に行こうと決めた[11]。
- 上から3番目の兄は自衛官（既婚者）で、陸上自衛隊北熊本駐屯地に勤務しており、東日本大震災後、救難・復旧活動のため被災地の宮城県へ派遣された[12]。
- 結婚後は夫（俳優の田中哲司）、双子の息子がいる。仲間によると「うちの主人静かです。家で。何にも喋んない。声も小さすぎて、何喋ってるか分からない。今話しかけた？みたいな人なんですよ」「たまにボソボソ言ってると思ったら、セリフ言ってたりする」という[13]。

### 趣味・特技
- 普通自動車免許、スキューバダイビングと2級小型船舶操縦士の資格を持つ。
- 特技は琉球舞踊で、技能は師範代レベル。
- 水泳が得意[14]。
- 趣味はドライブ。

### 性格
- 嘘がつけないので、昔から感情が全部顔に出てしまう。野際陽子と一緒に現場で撮影した時に「感情が全部顔に出ているわね」と言われたことがある。仲間は「その役の感情ではなくて、私の焦って入る感情」と話している[15]。
- 小さい頃はお人形遊びよりも、外で兄たちと一緒に遊ぶ方が好きだった。木登りもよくしていた[16]。
- 全部予定を立てて、余裕が欲しいので予定をいっぱい立てる。「双子なんですけど子どもたちもいますので、朝起きてご飯作って、子どもたちを起こしてご飯を食べさせて着替えてって細かいことも全部自分の中で組み立てて、予定としてちゃんと入っている。大体で動いて忘れちゃったりするのも嫌だし、予定というより計画を立てて動きたい」という[17]。
- ドラマの撮影の時、楽屋、メイク中、着替え中、スタジオ移動中でも「常に鼻歌歌ってるよね」とスタッフなど周りから言われることが多い[18]。
- 恋愛では押しに弱い。「すごい褒められたりすると、この人好きだなって本当に思う。小学5年生の時にある男の子がいて、親友の女の子と付き合っているよという感じで、親友が彼と別れることになった。親友があなたも彼のこと好きでしょ。付き合っていいわよ。好きでしょ」と言われ、好きかもしれないと思って、付き合う感じになった[19]。

### エピソード
- 日出女子学園高等学校出身[2][20]。
- 『TRICK』完結後の堤幸彦・阿部寛の座談会にて、収録前に行われていたマジックの練習が大嫌いだったと語る。また、奈緒子役は14年演じ続けてもわからないことだらけで、コミカルな芝居をするときは気負わないようすることを学んだという[21]。
- 唇を「パッ」と鳴らすのが癖で、これは『TRICK 新作スペシャル2』の決めゼリフでも使われている。
- 生瀬勝久と『功名が辻』で共演していた際、出演者の間で蛍祭りに行こうという話になっていたが、その話が消滅していたことを知らず、単身生瀬の家を訪ね、生瀬の妻を困惑させた。しかし生瀬の妻に蛍祭りに連れていってもらった[22]。

### 交友関係
- 島谷ひとみ：ミュージカル『スター誕生』の共演がきっかけで親しくなる。2人で食事や海外旅行に行くほどの仲である。
- 阿部寛：『TRICK』で10年来の付き合いがある先輩俳優で、仲間が結婚を発表した際には祝福のコメントを残している[23]。
- 生瀬勝久：『TRICK』シリーズ、『ごくせん』シリーズの2作全てで共演。その他にも『功名が辻』、『ウソコイ[24]』（関西テレビ）、『ゴーストママ捜査線〜僕とママの不思議な100日〜』（日本テレビ）、舞台『琉球ロマネスク テンペスト』と『ナツひとり -届かなかった手紙-』でも共演。舞台『ナツひとり―届かなかった手紙―』の制作発表において生瀬は、先の3作品を中心に自分と仲間が出た作品はヒットするということを発言している。また、釣りをしに生瀬の家族旅行に同行したことがある[25]。
- 布施明：事務所の先輩で、仲の良い関係にあり、『ウソコイ』、『スター誕生』で共演、2人は『紅白歌合戦』でも顔合わせ。
- 宇津井健：『ごくせん』シリーズ、舞台『ナツひとり -届かなかった手紙-』で共演[26]。脚本家・橋田壽賀子と仲間とのパイプを築いた。
- 常盤貴子：過去に共演したことはないが、一緒に旅行に行くほどの仲。宿泊の際は部屋で2人で雑魚寝したという[27]。

### 仕事
- 『HAUNTEDじゃんくしょん』出演時は、「女子高生アイドル声優」という売り出し方をされていた。
- 『リング0 バースデイ』の山村貞子役のオーディションに合格してから見出され、『TRICK』や『ごくせん』などの主役に抜擢され、大ブレイクした。
- 『ザテレビジョン』のドラマアカデミー賞主演女優最優秀賞を幾度となく受賞している。
- NHK大河ドラマ『功名が辻』の放送開始時点では、女優としては最年少である26歳2か月で主役への起用となった（2006年（平成18年）当時。2008年（平成20年）の大河ドラマ『篤姫』で主役の宮崎あおいが放送開始時点で22歳1か月で更新）。
- 大河ドラマ3回目の出演にして主役登板になった。大河ドラマにおいて女優が主役且つトップクレジットとなったのは1994年（平成6年）の『花の乱』の三田佳子以来である。
- 翌年に大河ドラマ『功名が辻』が放送されることなどから2005年（平成17年）、『NHK紅白歌合戦』の司会に初起用される。この年はグループ司会制となり、司会の役割は決められなかったが、事実上の紅組司会を務めた。その後、2006年（平成18年）、2008年（平成20年）、2009年（平成21年）も正式紅組司会者として司会を担当（2007年（平成19年）も応援ゲストとして出演し、一青窈と秋川雅史の曲紹介を行った）。
- 2010年（平成22年）の紅白は、2002年（平成14年）に続いて、2回目のゲスト審査員を務めた。司会を務めた翌年にゲスト審査員に起用されるというケースは史上初。
- 2回目の紅組司会を務めた2006年の紅白では、同年に「仲間由紀恵withダウンローズ」として音楽活動を展開したことから歌手としての出演も示唆されていた[28]が、実現はしていない。
- 2020年（令和2年）1月3日のVS嵐内の企画のBABA嵐に出演し最弱女王になってからは最弱女王を3連覇している。

### 容姿
ヘアスタイルはデビュー当時からワンレングスで、ドラマや映画でも大きな変化はない。髪については、シャンプー「Lux（ラックス）」を販売しているユニリーバ・ジャパンが、全国600人の男女（16 - 39歳）を対象に実施した「髪が美しいと思う日本の有名人」のアンケートで1位に選ばれた（2005年（平成17年）9月）。松下電器産業（現：パナソニック）「きれいなおねえさん」シリーズのCMで見せた、彼女の黒髪がたなびく映像は、CG処理などを使用せず、そのまま撮影されたものだという。連続テレビ小説『花子とアン』出演時の特徴的な髪型である束髪も、かつらを用いる出演者が多い中、仲間は長髪をいかして地毛をそのまま結っている。概して色気よりもコミカルな演技でファンの心をつかむ。

## 受賞歴
- 2002年
  - 第33回ザテレビジョンドラマアカデミー賞 主演女優賞（『ごくせん 第1期』）[31]
- 2003年
  - 第27回エランドール賞 新人賞（『ごくせん 』『トリック』）[32]
  - 第37回ザテレビジョンドラマアカデミー賞 主演女優賞（『顔』）[33]
  - 第39回ザテレビジョンドラマアカデミー賞 主演女優賞（『トリック』）[34]
- 2004年
  - 第42回ザテレビジョンドラマアカデミー賞 ベストドレッサー賞（『東京湾景〜Destiny of Love』）[35]
- 2005年
  - 第44回ザテレビジョンドラマアカデミー賞 主演女優賞（『ごくせん 第2期』）[36]
- 2006年
  - 第14回橋田賞 個人賞（『ごくせん』）[37]
- 2008年
  - 第31回日本アカデミー賞 優秀主演女優賞（『大奥』）[38]
  - 第57回ザテレビジョンドラマアカデミー賞 主演女優賞（『ごくせん 第3期』）[39]
- 2009年
  - 第32回日本アカデミー賞 優秀主演女優賞（『私は貝になりたい』）[40]
- 2011年
  - ドラマ・オブ・ザ・イヤー（冬クール）主演女優賞（『美しい隣人』）
- 2014年
  - 第82回ザテレビジョンドラマアカデミー賞 助演女優賞（『花子とアン』）[41]
- 2021年
  - 紺綬褒章[42][43]
  - 第7回Women of Excellence Awards[44]
- 2023年
  - 第15回ベストマザー賞 芸能部門[45]

## 出演

### テレビドラマ
- エリアコードドラマ「青い夏」（1994年10月13日 - 12月29日、沖縄テレビ） - 友沢綺子 役
- ラブラブ・トンマ計画 第12話（1995年、テレビ新広島）
- 日本一短い母への手紙2 第4話（1995年10月14日、日本テレビ）
- 世にも奇妙な物語（フジテレビ）
  - 1996年 冬の特別編「追っかけ」（1996年1月4日）
  - 2012年 春の特別編「スウィート・メモリー」（2012年4月21日） - 主演・赤井佳恵 役
- 坊っちゃんちゃん（1996年3月31日、TBS） - 主人公の教え子 役
- もう我慢できない!（1996年7月2日 - 9月17日、関西テレビ・フジテレビ） - 雪子 役
- イタズラなKiss（1996年10月14日 - 12月16日、テレビ朝日） - 矢田その子 役
- 名探偵 保健室のオバさん 第9話（1997年3月3日、テレビ朝日） - 高野理紗 役
- 木曜の怪談'97「悪霊学園」（1997年5月1日 - 22日、フジテレビ） - 小出郁代 役
- shin-D（日本テレビ）
  - 「天使にKISS」第1話（1997年5月8日）
  - 「亡霊劇場」（1997年6月26日 - 7月3日）
- D×D 第4話（1997年7月26日、日本テレビ） - 円城寺園子 役
- ドラマ新銀河 しあわせ色写真館（1997年12月15日 - 18日、NHK総合） - 主演・秋本香菜 役（テレビドラマ初主演。丹阿弥谷津子とのダブル主演）
- 踊る大捜査線 歳末特別警戒スペシャル（1997年12月30日、フジテレビ） - 北見繭 役
- 透明少女エア（1998年2月21日 - 3月28日、テレビ朝日） - 桂今日子 役
- 連続テレビ小説（NHK総合） 
  - 天うらら（1998年4月6日 - 10月3日） - 浅井由香 役
  - 花子とアン（2014年4月21日 - 9月27日） - 葉山蓮子 役
  - ちむどんどん（2022年4月11日 - 9月30日） - 比嘉優子 役[10]
- せつない 第14話「タイムカプセル」（1998年4月、テレビ朝日） - 横川美佐子 役
- 少年サスペンス 第4作「狙われたセーラー服」（1998年5月14日 - 28日、テレビ朝日）
- 神様、もう少しだけ（1998年7月7日 - 9月22日、フジテレビ） - 瀧村カヲル 役
- 走れ公務員!  第5話（1998年11月10日、フジテレビ） - 松崎彩 役
- 君といた未来のために 〜I'll be back〜（1999年1月16日 - 3月20日、日本テレビ） - 室井蒔 役
- P.S. 元気です、俊平（1999年6月24日 - 9月16日、TBS） - 桜小夜子 役
- 二千年の恋（2000年1月10日 - 3月20日、フジテレビ） - 真代まりあ 役
- マッハブイロク･Big大作戦（2000年6月29日、フジテレビ） - 桜井絵里 役
- TRICKシリーズ（2000年 - 、テレビ朝日） - 主演・山田奈緒子 役（阿部寛とのダブル主演）
  - TRICK（2000年7月7日 - 9月15日）
  - TRICK2（2002年1月11日 - 3月22日）
  - TRICK-Troisieme partie-（2003年10月16日 - 12月18日）
  - TRICK 新作スペシャル（2005年11月13日）
  - TRICK 新作スペシャル2（2010年5月15日）
  - TRICK 新作スペシャル3（2014年1月12日）
  - 警部補 矢部謙三 第5話（2010年5月7日、テレビ朝日） - 山田奈緒子 役（友情出演）
  - 警部補 矢部謙三2 最終話（2013年8月30日、テレビ朝日） - 山田奈緒子 役（友情出演）
- 大河ドラマ（NHK総合）
  - 葵 徳川三代 最終話（2000年12月17日） - お楽 役
  - 武蔵 MUSASHI（2003年1月5日 - 12月7日） - 八重 / 琴 役（二役）
  - 功名が辻（2006年1月8日 - 12月10日） - 主演・山内千代（見性院） 役（上川隆也とのダブル主演）[46]
- FACE〜見知らぬ恋人〜（2001年1月10日 - 3月7日、日本テレビ） - 主演・相沢早紀 役（高橋克典とのダブル主演）
- 明日があるさ（2001年4月21日 - 6月30日、日本テレビ） - 受付嬢・仲間 役
  - 明日があるさ スペシャル（2002年1月12日）
- ウソコイ（2001年7月3日 - 9月11日、関西テレビ・フジテレビ） - 杉野恵美 役
- ごくせんシリーズ（2002年 - 2009年、日本テレビ） - 主演・山口久美子（ヤンクミ） 役
  - ごくせん 第1シリーズ（2002年4月17日 - 7月3日、連続テレビドラマ単独初主演）
  - ごくせん 第1シリーズ 卒業スペシャル（2003年3月26日）
  - ごくせん 第2シリーズ（2005年1月15日 - 3月19日）
  - ごくせん同窓会スペシャル（2005年10月8日）
  - ごくせん 第3シリーズ（2008年4月19日 - 6月28日）
  - ごくせん 第3シリーズ 卒業スペシャル（2009年3月28日）
- ナイトホスピタル〜病気は眠らない〜（2002年10月14日 - 12月16日、読売テレビ・日本テレビ） - 主演・森沢麻紀 役
- 顔（2003年4月15日 - 6月24日、フジテレビ） - 主演・平野瑞穂 役
- ほんとにあった怖い話 スペシャル3「病棟奇譚」（2003年9月5日、フジテレビ）
- さとうきび畑の唄（2003年9月28日、TBS） - 平山紀子 役
- 乱歩R 第3話（2004年1月26日、読売テレビ・日本テレビ） - 伊志田理恵 役
- 東京湾景〜Destiny of Love（2004年7月5日 - 9月13日、フジテレビ） - 主演・李（木本）美香 / 金優里 役（2役）
- テレビ朝日開局45周年記念スペシャルドラマ『弟』（2004年11月17日 - 21日、テレビ朝日） - 石原まき子（北原三枝） 役
- 放送80周年記念 橋田壽賀子ドラマ『ハルとナツ 届かなかった手紙』（2005年10月2日 - 6日、NHK総合） - 山辺（高倉）ナツ 役
- TBS開局50周年記念スペシャルドラマ『里見八犬伝』（2006年1月2・3日、TBS） - 伏姫 役
- エラいところに嫁いでしまった!（2007年1月11日 - 3月8日、テレビ朝日） - 主演・山本君子 役
- エリートヤンキー三郎（2007年4月13日 - 6月29日、テレビ東京） - 占い師 役
- 土曜プレミアム『島根の弁護士』（2007年7月14日、フジテレビ） - 主演・山崎水穂 役
- TBS特別企画『ひまわり〜夏目雅子27年の生涯と母の愛〜』（2007年9月16日、TBS） - 主演・夏目雅子 役
- ジョシデカ!-女子刑事-（2007年10月18日 - 12月20日、TBS） - 主演・畑山来実 役（泉ピン子とのダブル主演）
- 新春ワイド時代劇『寧々〜おんな太閤記』（2009年1月2日、テレビ東京） - 主演・寧々 役
- ありふれた奇跡（2009年1月8日 - 3月19日、フジテレビ） - 主演・中城加奈 役
- MR.BRAIN 第5話・第6話（2009年6月20日・27日、TBS） - 秋吉かなこ 役
- アンタッチャブル〜事件記者・鳴海遼子〜（2009年10月16日 - 12月18日、ABCテレビ・テレビ朝日） - 主演・鳴海遼子 役
- TBS開局60周年記念ドラマ『99年の愛〜JAPANESE AMERICANS〜』（2010年11月3日 - 11月7日、TBS） - 主演・平松（松沢）しのぶ（当時編） 役
- 金曜プレステージ特別企画（フジテレビ）
  - 『目線』（2010年12月17日） - 主演・堂島あかり 役
  - 『悪女たちのメス』（2011年12月9日） - 主演・桧山冬実 役
    - 悪女たちのメス episode2（2012年12月21日）
- 美しい隣人（2011年1月11日 - 3月15日、関西テレビ・フジテレビ） - 主演・マイヤー沙希 役
- テンペスト（2011年7月17日 - 9月18日、NHK BSプレミアム） - 主演・孫寧温＝真鶴/母 役（二役）
- 南極大陸（2011年10月16日 - 12月18日、TBS） - 倉持ゆかり 役
- 向田邦子新春ドラマスペシャル『花嫁』（2012年1月2日、TBS） - 片倉巴 役
- 恋愛ニート〜忘れた恋のはじめ方（2012年1月20日 - 3月23日、TBS） - 主演・木下凛 役
- ゴーストママ捜査線〜僕とママの不思議な100日〜（2012年7月7日 - 9月15日、日本テレビ） - 主演・上原蝶子 役
- サキ（2013年1月8日 - 3月19日、関西テレビ・フジテレビ） - 主演・網浜サキ 役
- テレビ朝日開局55周年記念 黒澤明ドラマスペシャル『上意討ち 拝領妻始末』（2013年2月9日、テレビ朝日） - いち 役
- 土曜ドラマ 島の先生（2013年5月25日 - 6月29日、NHK総合） - 主演・夏村千尋 役
- 金曜ロードSHOW!特別ドラマ企画『人生がときめく片づけの魔法』（2013年9月27日、日本テレビ） - 主演・乗田磨輝子 役
- ハニー・トラップ（2013年10月19日 - 12月21日、フジテレビ） - 美山なつみ 役
- 新春ドラマスペシャル “新参者”加賀恭一郎「眠りの森」（2014年1月2日、TBS） - 山田 役
- フジテレビ開局55周年スペシャルドラマ『森光子を生きた女』（2014年5月9日、フジテレビ） - 主演・森光子 役
- 相棒シリーズ（2014年 - 、テレビ朝日） - 社美彌子 役
  - season13 第1・10・15・16話 （2014年10月15日・2015年1月1日・2月11・18日）
  - season15 （2016年10月12日 - 2017年3月22日）[47]
  - season16 （2017年10月18日 - 2018年3月14日）
  - season17 元日スペシャル、最終話（2019年1月1日、3月20日）[9]
  - season18 第1・2・最終話（2019年10月9日・16日・2020年3月18日）
  - season19 第1・2・11・最終話（2020年10月14日・21日・2021年1月1日・3月17日）
  - season20 （2021年10月13日 - 2022年3月23日）
  - season22（2023年10月18日 - 2024年3月13日）[48][49]
  - season23（2024年10月16日 - 2025年3月12日）[50]
- 月曜ミステリーシアター SAKURA〜事件を聞く女〜（2014年10月20日 - 12月22日、TBS） - 主演・水沢桜 役[51]
- ドラマ10 美女と男子（2015年4月14日 - 8月25日、NHK総合） - 主演・沢渡一子 役 [52]
- 連続ドラマW 楽園（2017年1月8日 - 2月12日、WOWOW） - 主演・前畑滋子 役[53]
- 二夜連続ドラマスペシャル アガサ・クリスティ『そして誰もいなくなった』（2017年3月25日・26日、テレビ朝日） - 主演・白峰涼 役[54]
- 貴族探偵（2017年4月17日 - 6月26日、フジテレビ） - ギリ（声の出演[55]）/鈴木 役
- 明日の約束（2017年10月17日 - 12月19日、関西テレビ・フジテレビ） - 吉岡真紀子 役[56]
- 偽装不倫（2019年7月10日 - 9月11日、日本テレビ） - 吉沢葉子 役[57]
- ハラスメントゲーム 秋津VSカトクの女（2020年1月10日、テレビ東京） - 鮫島冴子 役
- 10の秘密（2020年1月14日 - 3月17日、関西テレビ・フジテレビ） - 仙台由貴子 役[58]
- 24 JAPAN（2020年10月9日 - 2021年3月26日、テレビ朝日） - 朝倉麗 役[59]
- 女王の法医学〜屍活師〜（2021年5月31日、テレビ東京） - 主演・桐山ユキ 役[60]
  - 女王の法医学〜屍活師〜2（2022年3月21日）[61]
  - 女王の法医学～屍活師～3（2023年7月3日）[62]
- ノッキンオン・ロックドドア 最終話（2023年9月23日、テレビ朝日） - 子連れの依頼人 役[63]
- 大奥 Season2「医療編」（2023年10月3日 - 31日、NHK総合） - 一橋治済 役[64][65]
- 日本テレビ開局70年スペシャルドラマ「テレビ報道記者〜ニュースをつないだ女たち〜」（2024年3月5日、日本テレビ） - 曽根昭子 役[66]

### 映画
- 友子の場合（1996年8月、東映） - 嶋田咲子 役
- ラブ&ポップ（1998年1月、ラブ&ポップ製作機構） - 高橋千恵子 役
- ガメラ3 邪神〈イリス〉覚醒（1999年3月、大映） - 女性キャンパー 役（特別出演）
- リング0 バースデイ（2000年1月、東宝） - 主演・山村貞子 役（映画初主演）
- 溺れる魚（2001年2月、東映） - 相川真紀 役
- LOVE SONG（2001年4月、SPE） - 主演・彰子 役
- 明日があるさ THE MOVIE（2002年10月、東宝） - 受付嬢・仲間 役
- TRICKシリーズ - 主演・山田奈緒子 役（阿部寛とのダブル主演）
  - トリック劇場版（2002年11月、東宝）
  - トリック劇場版2（2006年6月、東宝）
  - 劇場版TRICK 霊能力者バトルロイヤル（2010年5月、東宝）
  - トリック劇場版 ラストステージ（2014年1月、東宝）
- g@me.（2003年11月、東宝） - 葛城樹里 役
- SHINOBI（2005年9月、松竹） - 主演・朧 役
- 大奥（2006年12月、東映） - 主演・絵島 役
- 私は貝になりたい（2008年11月、東宝） - 清水房江 役
- 激情版 エリートヤンキー三郎（2009年2月、東映） - シスター 役（友情出演）
- ごくせん THE MOVIE（2009年7月、東宝） - 主演・山口久美子（ヤンクミ） 役
- 手のひらの幸せ（2010年1月、ゴー・シネマ） - 吹奏楽部顧問 役（友情出演）
- FLOWERS -フラワーズ-（2010年6月、東宝） - 慧 役
- 武士の家計簿（2010年12月、松竹） - 猪山駒 役
- 琉神マブヤーTHE MOVIE 七つのマブイ（2012年1月、アスミック・エース） - キンマムン様 役（友情出演）
- 劇場版テンペスト3D（2012年1月、角川） - 主演・孫寧温＝真鶴 役
- 天空の蜂（2015年9月、松竹） - 赤嶺 役[67]
- 相棒 -劇場版IV- 首都クライシス 人質は50万人! 特命係 最後の決断（2017年2月、東映） - 社美彌子 役[47]
- 鋼の錬金術師シリーズ（ワーナー・ブラザース映画） - トリシャ・エルリック 役
  - 鋼の錬金術師 完結編 復讐者スカー（2022年5月）[68]
  - 鋼の錬金術師 完結編 最後の錬成（2022年6月）[68]
- STEP OUT にーにーのニライカナイ（2025年3月、ギャガ） - 主演・朱音 役[69]

### アニメ
- HAUNTEDじゃんくしょん（1997年、テレビ東京） - 朝比奈睦月 役（主題歌も担当）
- 機動戦艦ナデシコ -The prince of darkness-（1998年8月、東映） - ラピス・ラズリ 役
- ジョバンニの島（2014年2月、ワーナー・ブラザース映画） - 佐和子 役

### 吹き替え
- ジュラシック・ワールド（2017年、日本テレビ） - 主演・クレア・ディアリング〈ブライス・ダラス・ハワード〉 役[70]
- パウ・パトロール ザ・マイティ・ムービー（2023年） - ヴィクトリア 役[71]

### 舞台
- スター誕生（2004年3月17日 - 4月18日、青山劇場）
- ナツひとり -届かなかった手紙-（2007年11月1日 - 11月26日、新橋演舞場）
- 琉球ロマネスク テンペスト（2011年2月6日 - 28日、赤坂ACTシアター / 3月5日 - 20日、新歌舞伎座）
- CBGK Premium Stage  リーディングドラマ 『Re:』（2012年3月25日、CBGKシブゲキ!!）
- CBGK Premium Stage  リーディングドラマ 『Re:』Session2（2012年9月30日、CBGKシブゲキ!!）
- 舞台『放浪記』（2015年10月14日 - 11月10日、シアタークリエ）[4][5]

### 音楽番組
- TK MUSIC CLAMP（フジテレビ） - 司会が小室哲哉の時にエンディング曲を歌っていた時期がある
- 歌謡チャリティーコンサート（2001年11月23日、NHK総合） - 司会
- NHK紅白歌合戦（NHK総合・ラジオ第1）
  - 第53回（2002年12月31日） - ゲスト審査員
  - 第54回（2003年12月31日） - 応援ゲスト
  - 第56回（2005年12月31日） - 紅組司会
  - 第57回（2006年12月31日） - 司会
  - 第58回（2007年12月31日） - 応援ゲスト
  - 第59回（2008年12月31日） - 紅組司会
  - 第60回（2009年12月31日） - 紅組司会
  - 第61回（2010年12月31日） - ゲスト審査員
  - 第65回（2014年12月31日） - ゲスト審査員
- 思い出のメロディー（NHK総合・ラジオ第1） - 司会
  - 第35回（2003年8月9日）
  - 第46回（2014年8月9日）
- ドリームライブ（2008年・2009年、日本テレビ） - 司会
- 輝く!日本レコード大賞（TBSテレビ・ラジオ）
  - 第56回（2014年12月30日） - 総合司会[72]
  - 第57回（2015年12月30日） - 総合司会[73]
- MUSIC FAIR（2016年4月2日 - 、フジテレビ） - 総合司会[74]

### バラエティ番組・その他
- クイズでユイマール（1993年9月1日、琉球放送） - アシスタント
- DAISUKI!（日本テレビ） - アイキャッチの“「DAISUKI!」ガール”
- 仲間由紀恵が挑む世紀の美女伝説スペシャル・悲劇の女王クレオパトラ2000年の謎（2004年7月21日、テレビ東京）
- 仲間由紀恵の感動!大好きブルガリア（テレビ東京）
- 仲間由紀恵の蒼い地球シリーズ（2007年 - 、テレビ東京）
  1. 環境破壊・温暖化…ペンギンたちが泣いている（2007年1月1日）
  2. 温暖化 人類に迫る…自然界の逆襲（2008年1月1日）
  3. 今、守りたい…日本の四季と世界遺産（2009年1月1日）
  4. 守りたい日本の絶景（2010年1月6日）
  5. 太古の地球と宇宙から見た蒼い星（2011年1月1日）
  6. 絶滅危惧種の現実 そして人類との共存（2012年1月1日）
  7. 美しい自然を守れ 今 私たちに出来る事（2013年1月1日）
  8. 世界遺産を守る日本人（2014年1月1日）
  9. 世界遺産を目指せ！環境の守り人たち（2015年1月4日）
  10. ネクスト世界遺産　歴史と自然の守り人（2016年1月3日）
- 24時間テレビ 「愛は地球を救う」 （2008年、日本テレビ） - チャリティーパーソナリティー
- 僕らが伝えなきゃ〜HY 沖縄から“命”を歌う〜 （2010年8月15日、NHK総合） - ナレーション
- NHK BSプレミアム キックオフスペシャル（2011年4月1日、NHK BSプレミアム）[注 2]
- 謎の巨大生物を追う〜仲間由紀恵 小笠原の海をゆく〜（2012年6月30日・7月1日、NHK BSプレミアム）
- 美空ひばり27回忌追悼 夢と希望の熱唱全記録（2015年6月22日、TBS） - ナレーション[75]
- ご対面バラエティー 7時にあいましょう（2016年4月25日 - 、TBS） - ナレーション、スペシャルレギュラー（不定期出演）[76]
- プラネットアースII（2016年12月25日 - 、NHK BSプレミアム） - ナレーション
- NHKスペシャル　ブループラネット（2018年5月6日 - 、NHK総合） - ナレーション
- 第30回JNN企画大賞 命をつなぐ動物園、もう一つの誓い（2020年1月18日、中国放送、JNN28局ネット） - ナビゲーター[77]
- それって!?実際どうなの課（2021年6月23日、中京テレビ）- 「今夜だけ! 仲間由紀恵が来たSP!! 生瀬課長との…」（生瀬勝久×仲間由紀恵 釣りで一獲千金SP!!）

### ラジオ
- 仲間由紀恵とみんな仲間たち（1995年 - 1996年、地方AMラジオ局向け）
- ゲルゲットショッキングセンター（1998年、ニッポン放送）
- マイ プレイリスト Love for Japan 〜kizashi〜（2012年3月29日、ニッポン放送） - パーソナリティ

### CM
- ソニー・コンピュータエンタテインメント プレイステーション （1995年頃）
- 大鵬薬品工業 チオビタドリンク（1996年）
- アスキー トゥルー・ラブストーリー（1996年）※ ゲームソフト、主題歌も
- 常盤薬品工業 ラピス・スーパーダイエット（1998年 - 1999年）
- 数研出版 チャート式（1998年）
- 資生堂
  - 資生堂 アクア・水分ヘアパック（1998年 - 1999年）
  - 資生堂 プラウディア（2001年）
  - エフティ資生堂 スーパーマイルドシャンプー（2002年 - 2003年）
  - 資生堂 BEAUTY VOLTAGE（2003年）
  - 資生堂 ビューティーフーズ 美系（2005年）
  - 資生堂 TSUBAKI（2006年 - ）
  - 資生堂 ザ・コラーゲン（2011年 - ）
- 東芝 高速デジタルカメラ・アレグロM4（1999年）
- JCB 1999円キャンペーン・ハワイ篇（1999年）
- 日本コカ・コーラ ジョージア（2000年 - 2002年）[78]
  - 「カフェレーチェ」アイ・ラブ・ユキエ 篇（2001年）
- JA共済連（2000年 - ）
  - 「自動車共済」カーレースゲーム篇
  - 「自動車共済」何?!篇
  - 「自動車共済」そんなバナナ篇
  - 「こども共済」気になる篇（2019年2月 - ）[79]
- ローソン（2001年 - 2006年）
- 日清食品 チキンラーメン（2001年 - 2011年）
- KDDI
  - au携帯電話（2002年4月 - 2009年9月）
  - モバイルSuica（2006年2月）
  - 「ひかりone」（2008年 - 2009年）
  - 「ECO就任篇」（2009年10月 - ）※ 企業CM
  - 「ECO現地視察 ソーラーフォン篇」（2009年11月 - ）※ 企業CM
- 省エネルギーセンター 夏の省エネキャンペーン（2003年、2004年）・冬の省エネキャンペーン（2003年）
- ボシュロム ReNu（2003年 - 2005年）
- 大塚製薬 アミノバリュー（2003年 - 2004年）
- 西日本旅客鉄道（JR西日本）
  - ICOCA（2003年 - 2005年）
  - J-WESTカード（2003年 - 2008年5月・2013年4月 - ）
  - DISCOVER WEST（2008年 - ）
- 江崎グリコ
  - ジャイアントコーン（2004年 - ）
  - ポッキー（2004年 - 2006年）
  - パナップ（2005年 - ）
  - バンホーテンチョコレート（2016年1月 - ）共/吉田鋼太郎[80][81]
  - ビフィックス1000「軽やかなおなか」篇（2016年4月 - ）[82][83]
- 国税庁 確定申告（2005年、2006年）
- 武田薬品工業 ベンザブロック（2005年 - 2011年）
- アサヒ飲料
  - WONDA モーニングショット（2005年）
    - 「朝のタクシー編」 荒川良々らと共演（2006年9月 - ）
    - 「朝の駅編」 タカアンドトシらと共演（2006年12月 - ）
    - 「朝のショット編」 横峰さくららと共演（2006年3月 - ）ほか多数

  - WONDA アフターショット（2007年 - ）
    - 「食後にピッタリ編」 彦摩呂と共演（2007年4月 - ）
    - 「食後の日本代表編」 彦摩呂と共演（2007年4月 - ）ほか多数
- ダイハツ工業 ムーヴ
  - 「広さにびっくり篇」 加賀まりこと共演（2006年10月 - ）
  - 「みんなでハンドパワー篇」 Mr.マリック、井上朋子と共演（2006年10月 - ）
  - 「室内空間キスギテマス篇」 Mr.マリックと共演（2006年12月 - ）
  - 「MOVEで筋トレ篇」 草野仁と共演（2007年4月 - ）
  - 「ニュースキャスター篇」（フジテレビ限定、2008年12月 - ）
  - 「女優豹変」篇（2009年5月 - ）
- 最高裁判所 裁判員制度 （2006年）
- ロッテ キシリトール
  - 「おいしい進化篇」（2007年3月 - ）
  - 「テヅカモデルノ篇」（2007年3月頃 - ）
  - 「どうして篇」（2007年5月 - 2009年4月）
- キリンビバレッジ 潤る茶（2008年5月 - 2009年4月）
- サッポロビール 麦とホップ（2010年1月 - ）共/田村正和[84]
- 森永製菓 小さなチョコビスケット（2011年10月 - ）共/大野智[85]
- ファイザー 禁煙ファミリー篇（2012年1月 - ）共/温水洋一[86]
- パナソニック電工→パナソニック
  - きれいなおねえさん（2005年 - 2013年）
  - Panasonic Beauty（2010年 - 2013年）
- パナホーム（2012年10月 - ）[87]
- 月桂冠「つき」（2014年8月 - ）[88]
- セブン&アイ・ホールディングス イトーヨーカドー「ネットスーパー」（2015年6月 - ）[89]
- コーセーコスメポート 「グレイス ワン」
  - 「シワ改善の魔法／化粧水」篇・「シワ改善の魔法／オールインワンジェル」篇・「シワ改善の魔法／美容液」篇（2020年8月21日 - ）[90]
- アイドマ・ホールディングス 「CXO works」（2022年8月20日 - ）[91]
- 明治 「明治プロビオヨーグルトR-1」（2022年10月 - ）[92]
- サンヨー食品「サッポロ一番しょうゆ味」（2024年9月 - ）[93]
- ACジャパン（2025年7月 - ）全国子ども食堂支援センター・むすびえ支援キャンペーン「仲間」

### MV
- 華原朋美「見上げてごらん夜の星を」（2014年、アルバム『MEMORIES 2 -Kahara All Time Covers-』に収録）[94]

### 配信ドラマ
- 笑ゥせぇるすまん #9「イン主婦センサー」（2025年8月1日、Amazon Prime Video） - 飯根星夜 役[95][96]

## 音楽
久保こーじプロデュースのもと歌手としても活動。リリースしたシングル7曲のうちの最高位は、『心に私がふたりいる』のオリコン70位（他の4曲は100位外）。2022年現在、音楽活動は休止している（所属のアンティノスレコードの解散に伴い、音源は親会社であるエピックレコードジャパンに移されている）。

### 仲間由紀恵 with ダウンローズ
2006年（平成18年）1月31日よりauテレビCMのイメージキャラクターとして結成されたユニット。メンバー構成はヴォーカルが仲間、MC担当がダウン（藤田正則）、DJ担当がローズ（井田篤）で、オフィシャルサイトも作られた。
2006年1月31日、CM曲「恋のダウンロード」を着うたフル限定で配信。50万件以上という好アクセスにより3月15日に2か月限定でCD化され、音楽ダウンロードサイトMoraで最高3位、オリコン初登場8位となる。7月21日に『恋は無期限』を着うた配信。8月1日に着うたフル配信限定でリリース。その後すぐに解散した。
CMキャラクター名義にてオリコンシングルチャートでTOP10入りするのは、牛若丸三郎太（時任三郎）の『勇気のしるし』以来16年ぶりとなった。
携帯電話の着うたフルでのデビューは史上初とされているが、2005年（平成17年）6月に河村隆一率いるユニットTourbillonが先行着うた配信という形で着うたデビューを果たしている。

### シングル（ソロ名義）
|     | 発売日         | タイトル                                       | 収録曲 | 備考 |
| --- | -------------- | ---------------------------------------------- | --- | --- |
| 1st | 1996年6月24日  | MOONLIGHT to DAYBREAK                          | 1. MOONLIGHT to DAYBREAK 2. MOONLIGHT to DAYBREAK（moonlight dance re-mix） 3. MOONLIGHT to DAYBREAK（オリジナル・カラオケ）                                                                         | - オリコン最高74位 - 『TK MUSIC CLAMP』のエンディングテーマ、久保こーじ作曲、No! Galersのカバー。 - 『TK MUSIC CLAMP』にはPRODUCTSガールとして出演（第2回と第27回）し、小室哲哉のギターをバックに歌った。 - プレイステーション用音楽ソフト第1弾EPSシリーズ「MOONLIGHT to DAYBREAK」（SCPS-40002）も同時発売された。 |
| 2nd | 1996年12月12日 | トゥルー・ラブストーリー〜恋のように僕たちは〜 | 1. トゥルー・ラブストーリー 〜恋のように僕たちは〜 2. トゥルー・ラブストーリー 〜恋のように僕たちは〜（After School Mix） 3. トゥルー・ラブストーリー 〜恋のように僕たちは〜（オリジナル・カラオケ） | - オリコン最高122位 - 『トゥルー・ラブストーリー』主題歌 |
| 3rd | 1997年5月21日  | 心に私がふたりいる                             | 1. 心に私がふたりいる 2. トレモロ 3. 心に私がふたりいる（オリジナル・カラオケ） 4. トレモロ（オリジナル・カラオケ）                                                                                  | - オリコン最高70位 - アニメ『HAUNTEDじゃんくしょん』主題歌 |
| 4th | 1997年8月1日   | 負けない愛がきっとある                         | 1. 負けない愛がきっとある 2. ONE MORE CHANCE 3. 負けない愛がきっとある（オリジナル・カラオケ） 4. ONE MORE CHANCE（オリジナル・カラオケ）                                                            | - オリコン最高76位 - 「負けない愛がきっとある」 カプコン『ロックマンX4』オープニングテーマ - 「ONE MORE CHANCE」 『ロックマンX4』エンディングテーマ、『みすて♡ないでデイジー』エンディングテーマ |
| 5th | 1997年11月21日 | 遠い日のメロディー                             | 1. 遠い日のメロディー 2. ヴィオラの夢 3. 遠い日のメロディー（オリジナル・カラオケ） 4. ヴィオラの夢（オリジナル・カラオケ）                                                                          | - オリコン最高178位 - よみうりテレビ・日本テレビ系番組『キスだけじゃイヤッ!!』エンディングテーマ曲 |
| 6th | 1998年11月26日 | 青い鳥                                         | 1. 青い鳥 2. 晴れた日と日曜日の朝は 3. 青い鳥（オリジナル・カラオケ） | - オリコン最高173位 - CDエクストラ仕様 |
| 7th | 2000年2月2日   | Birthday                                       | 1. Birthday 2. I Feel You 3. Birthday（オリジナル・カラオケ） | - オリコン200位圏外 - 『タイガアドベンチャー』主題歌（後期）、『リング0 バースデイ』イメージソング - 初のマキシシングル - CDエクストラ仕様 |

### シングル（参加作品）
1. 愛してる （2001年2月21日）（オリコン30位）
  - 高橋克典 with 仲間由紀恵名義
2. 恋のダウンロード （2006年3月15日）（オリコン初登場8位）
  - 仲間由紀恵 with ダウンローズ名義
3. 恋は無期限 （2006年7月21日・配信限定/未CD化）
  - 仲間由紀恵 with ダウンローズ名義
4. 北陸ロマン -プレミアムデュエットバージョン-（2015年3月14日・配信限定/2015年9月16日CD発売）
  - 谷村新司×仲間由紀恵名義。約9年振りのシングル。北陸新幹線キャンペーンソング[97]

### アルバム（ソロ名義）
|     | 発売日        | タイトル           | 収録曲 | 備考 |
| --- | ------------- | ------------------ | --- | --- |
| 1st | 1998年1月21日 | 遠い日のメロディー | 1. SNOW BIRD 2. 遠い日のメロディー（アルバム・ヴァージョン） 3. ダメな恋 4. 心に私がふたりいる 5. ONE MORE CHANCE 6. ヴィオラの夢 7. SHUBI-DUBA,DUBI-DUBA 8. 負けない愛がきっとある 9. トレモロ 10. トゥルー・ラブストーリー〜恋のように僕たちは〜 11. MOONLIGHT to DAYBREAK（アコースティック・ヴァージョン） | - オリコン最高49位 - 初回盤は40ページフォトブック仕様 - CDエクストラ仕様 - 2002年7月1日にエピックレコードより再発売された。 - 小室哲哉がプロデュースしたプレイステーション用ソフト「gaball screen」（1996年発売）には「SHUBI-DUBA,DUBI-DUBA」のMVが収録されている。 |

## 作品

### 写真集
- Pastel（近代映画社、1997年）
- SADA-KO in「リング0」 -仲間由紀恵写真集（角川書店、1999年）
- 20th-Nakama Yukie（集英社、2000年）
- digi+KISHIN DVD 仲間由紀恵（ポニーキャニオン、2002年）
- g@me 写真集 ☆TOKYO STREAM（2003年）
- 山田奈緒子フォトブック 〜Naoko Yamada in TRICK〜（近代映画社、2010年）
- フォトブック「仲間由紀恵」（集英社、2010年）

### テレビゲーム
- プレイステーション「MOONLIGHT to DAYBREAK / 仲間由紀恵 EPSシリーズ」（1996年、アンティノスレコード）
- プレイステーション「ガボールスクリーン」（1996年12月6日、アンティノスレコード）
- プレイステーション「ロックマンX4」（1997年、アンティノスレコード） - 主題歌を担当